# Lancelot de Navarre

Lancelot de Navarre est un fils illégitime du roi Charles III de Navarre et de son amante Maria Miguel de Esparza.

## Biographie
Il naquit en 1386 et fut destiné par son père à une carrière ecclésiastique.
Il fit sa formation à partir de  1403 à l'université de Toulouse puis devint vicaire général et administrateur du diocèse de Pampelune (1408-1420), avec en outre les titres de protonotaire apostolique, archidiacre de Calahorra, sacriste de Vich, recteur de Saint-Pierre-de-Montfort à Rouen et enfin de patriarche latin d'Alexandrie (1418-1420).
Il se signala par la construction à Pampelune d'un palais épiscopal somptueux.
Il mourut avant son père à Olite le 8 janvier 1420 et fut enterré dans la cathédrale de Pampelune.